# IBB-Kondor
IBB-Kondor was een beursgenoteerd bouwbedrijf dat in maart 1969 is ontstaan door fusie van het Ingenieurs Bureau voor Bouwnijverheid (IBB) en aannemings-maatschappij "De Kondor". Het bedrijf was gevestigd te Leiden.

## Geschiedenis
Direct na de fusie had IBB-Kondor een slecht jaar, diverse kantoren gingen daarop dicht, waarbij 62 medewerkers betrokken waren.

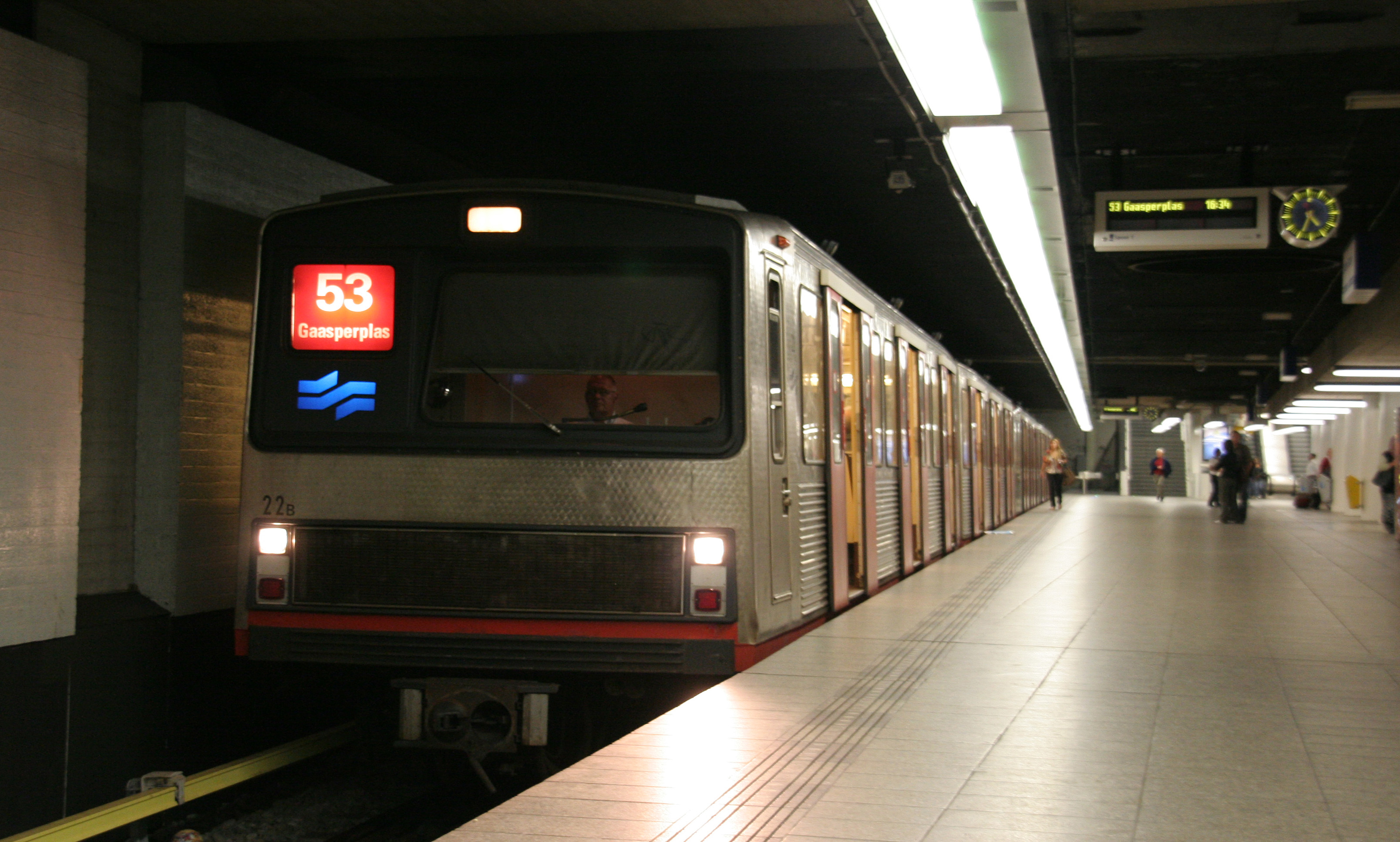
Station van de Amsterdamse metro

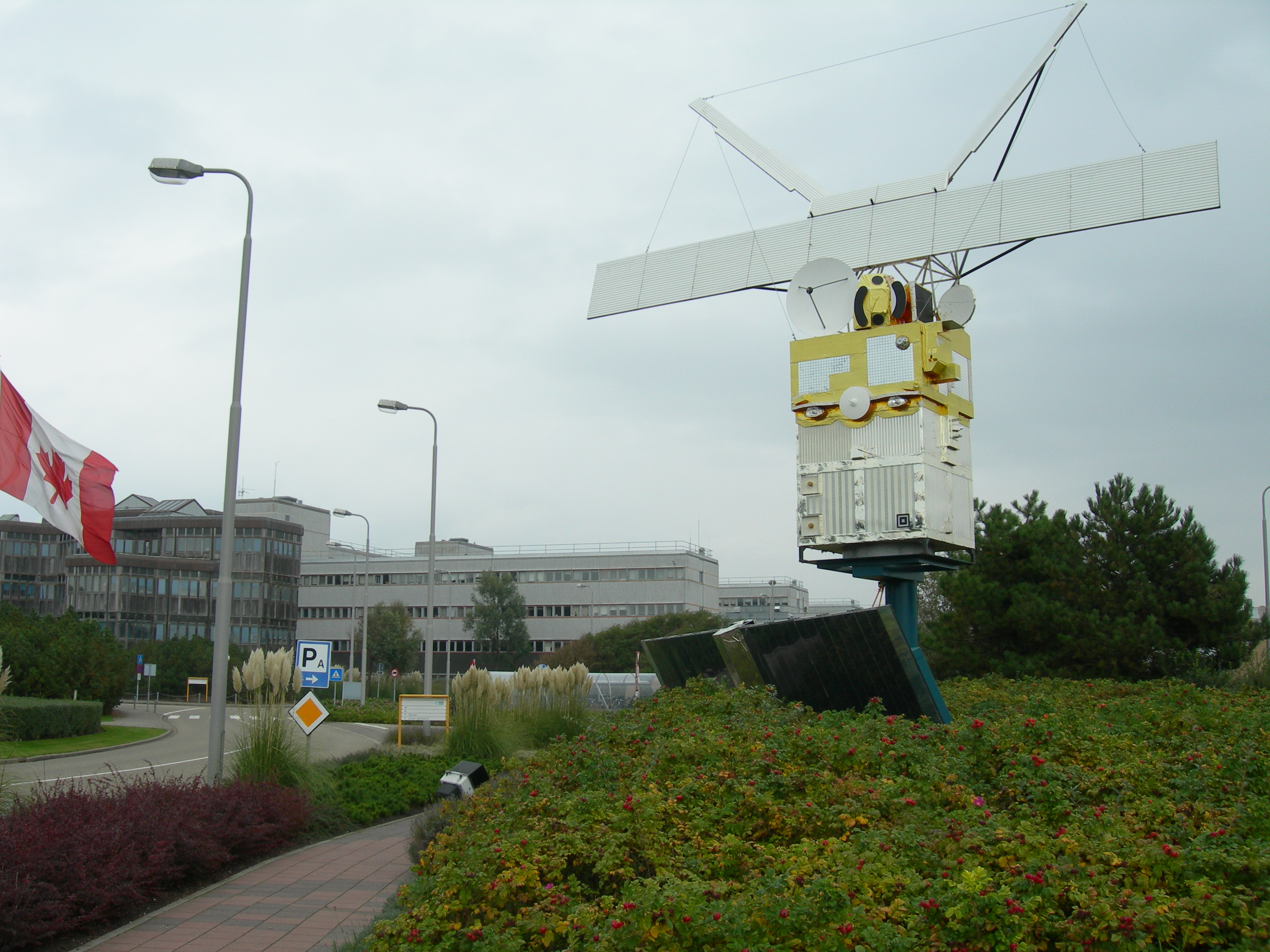
ESTEC in Noordwijk

IBB-Kondor was actief in de woning- en utiliteitsbouw. Tot de orders in de utiliteitsbouw behoorden werk aan de Amsterdamse metro (vanaf 1976), assemblagehallen, test- en simulatiegebouwen voor Estec te Noordwijk (1982 en 1983), een medisch-biologisch laboratorium voor TNO-Rijswijk en een computercentrum te Zoeterwoude. Tot de orders in de woningbouw behoorden: Bouw van 400 woningen in Betondorp (1985) en 364 woningen in Tuindorp Oostzaan (1988), beide te Amsterdam.
Spectaculaire overnames heeft IBB-Kondor nimmer verricht. Alleen Boender en Maasdam, een aannemingsbedrijf te Nieuw-Beijerland, waar 70 mensen werkten, werd in 1982 overgenomen.
In 1990 fuseerde IBB-Kondor met Bouwbedrijf Wessels tot Kondor Wessels. Wessels was, met 1250 werknemers, veel groter dan IBB-Kondor, dat toen 361 personeelsleden telde.